# Mastomys angolensis
Mastomys angolensis  (Bocage, 1890) è un roditore della famiglia dei Muridi diffuso in Angola.

## Descrizione

### Dimensioni
Roditore di piccole dimensioni, con la lunghezza della testa e del corpo tra 109 e 127 mm, la lunghezza della coda tra 103 e 128 mm, la lunghezza del piede tra 24 e 25 mm, la lunghezza delle orecchie di 16 mm.

### Aspetto
La pelliccia è soffice. Le parti superiori sono bruno-rossicce, il muso è scuro, mentre le parti ventrali sono bianco-grigiastre. I fianchi sono più chiari della schiena e con dei riflessi rossastri. Le orecchie sono piccole, rotonde e prive di peli. I piedi sono bianchi. La coda è più lunga della testa e del corpo, bruno-rossiccia sopra, biancastra sotto. Le femmine hanno 3 paia di mammelle pettorali e 2 paia inguinali.

## Biologia

### Comportamento
È una specie terricola e notturna.

## Distribuzione e habitat
Questa specie è diffusa negli altopiani dell'Angola occidentale.
Vive nelle savane di Mopane, Combretum e Miombo.

## Conservazione
La IUCN Red List, considerato il vasto areale e la locale abbondanza, classifica M.angolensis come specie a rischio minimo (Least Concern).